# 小行星1555
小行星1555（1555 Dejan）是一颗绕太阳运转的小行星，为主小行星带小行星。该小行星于1941年9月15日发现。
該小行星以塞爾維亞天文學家彼得·久爾科維奇的兒子迪揚·久爾科維奇（Dejan Đurković）命名。

## 轨道参数
小行星1555的轨道半长轴为2.6915150 UA，离心率为0.275。